# Concejo Municipal de Limón
El Concejo Municipal de Limón es el órgano colegiado del gobierno municipal del cantón de Limón, cabecera de la  provincia limonense de Costa Rica. Comparte el poder junto al Alcalde y sus miembros son electos popularmente.

## Historia
La municipalidad de Limón, como capital de la Comarca Independiente de Limón, se crea el 25 de julio de 1892 mediante decreto presidencial. El decreto legislativo N.º 59 del 1 de agosto de 1902 elevó a la Comarca en Provincia creando así las municipalidades en cada uno de sus cantones.

## Conformación del Concejo
| Partido | Partido                         | Regidores propietarios                                               | Regidores suplentes                                                     |
| ------- | ------------------------------- | -------------------------------------------------------------------- | ----------------------------------------------------------------------- |
|         | Partido Liberación Nacional     | José Ramón Retana Cerdas Laura Elicena Mora Knight Margina Reid Reid | José Rafael Barrantes Céspedes Irma Maxwell Wilson Gary Mitchell Thomas |
|         | Movimiento Libertario           | Virginia María Fernández Pérez Carlos Gerardo Morgan Bolton          | Félix Elías Solano López Santana Núñez Núñez                            |
|         | Partido Unidad Social Cristiana | María Marta Carballo Arce Víctor Manuel Fernández Recio              | Larry Wein Calvin Haezel Linares Kelly                                  |
|         | Partido Acción Ciudadana        | César Augusto Víctor Vélez                                           | Evelia Eloisa Campbell Ramírez                                          |
|         | Renovación Costarricense        | Gerardo Picado Barrios                                               | Maribell Coles Alfaro                                                   |

## Alcaldesa
- Ana Janniel Matarrita Mc Calla Periodo 2023-2024 (PUP)